# Józefa Kaczmarkiewiczówna
Józefa (Józefina) Kaczmarkiewiczówna (ur. 22 września 1915 w Herne, zm. 30 sierpnia 2012 w Roubaix) – polska uczestniczka konkursów piękności, Miss Polonia 1937.

## Życiorys
Pochodziła z rodziny polskich emigrantów mieszkających w Westfalii, którzy po I wojnie światowej osiedlili się w Poznaniu. Józefa spędziła dzieciństwo w Wielkopolsce, po czym wyjechała z rodzicami do Barlin. W 1935 wzięła udział w organizowanym przez krakowski ilustrowany magazyn tygodniowy „AS” konkursie na najpiękniejszy uśmiech. Zdjęcie Kaczmarkiewiczówny podpisane jako „Uśmiech z Francji” ukazało się w czasopiśmie 3 listopada 1935. W 1937 pracowała jako robotnica w tkalni w Roubaix.
Wybór Józefy Kaczmarkiewiczówny na polską delegatkę na konkurs Miss Europe został dokonany w Paryżu przez Maurice'a de Waleffe'a, po tym jak wysłała swoje zdjęcie zajmującemu się organizacją konkursu komitetowi. Francuskojęzyczna prasa opisywała Polkę jako „wysoką i dobrze zbudowaną”, polska zaś prezentowała ją jako „urodziwą szatynkę o głębokich czarnych oczach”. 15 października 1937 Józefa pojawiła się jako reprezentantka Polski na zgrupowaniu w paryskim hotelu. 17 października 1937 kandydatki na Miss przypłynęły do Tunisu. Każdej z kandydatek towarzyszyła w podróży matka.
Finał konkursu Miss Europe odbył się 24 października 1937 w Casino Municipal w Konstantynie – Józefa zajęła w nim ostatnie miejsce. Po powrocie do Francji nadal pracowała jako tkaczka. W polskiej prasie Józefa Kaczmarkiewiczówna była opisywana jako „samozwańcza Miss Polonia”, gdyż na jej wybór nie mieli wpływu mieszkańcy Polski, a sam konkurs cieszył się wówczas w kraju złą opinią.
Po II wojnie światowej Józefa związała się z żołnierzem Polskich Sił Zbrojnych w Wielkiej Brytanii Piotrem Rokuziakiem, którego poślubiła 7 września 1983. Józefa Kaczmarkiewiczówna zmarła 30 sierpnia 2012 w Roubaix i została pochowana na cmentarzu w Barlin.